# فرودگاه بین‌المللی صنعا
فرودگاه بین‌المللی صنعا (به انگلیسی: Sana'a International Airport) یک فرودگاه نظامی و همگانی با کد یاتا SAH است که یک باند فرود آسفالت دارد و طول باند آن ۳۲۵۲ متر است. این فرودگاه در شهر صنعا کشور یمن قرار دارد و در ارتفاع ۲۱۹۹ متری از سطح دریا واقع شده است.

## شرکت‌های هواپیمایی و مقصدهای پروازی
Currently, many of the formerly served routes are suspended due to the aforementioned heavy damage to the airport's facilities. As of early 2016, all of Yemenia's flights operate via داخلی بیشه. However, Yemenia does not have the traffic rights to transport passengers solely to or from Bisha.
| شرکت‌های هواپیمایی | مقصدهای پروازی                                  |
| ----------------- | ----------------------------------------------- |
| یمنیه             | ملکه علیا، قاهره، خرطوم، کویت، چاتراپاتی شیواجی |